# زنوبیا ۸۴۰

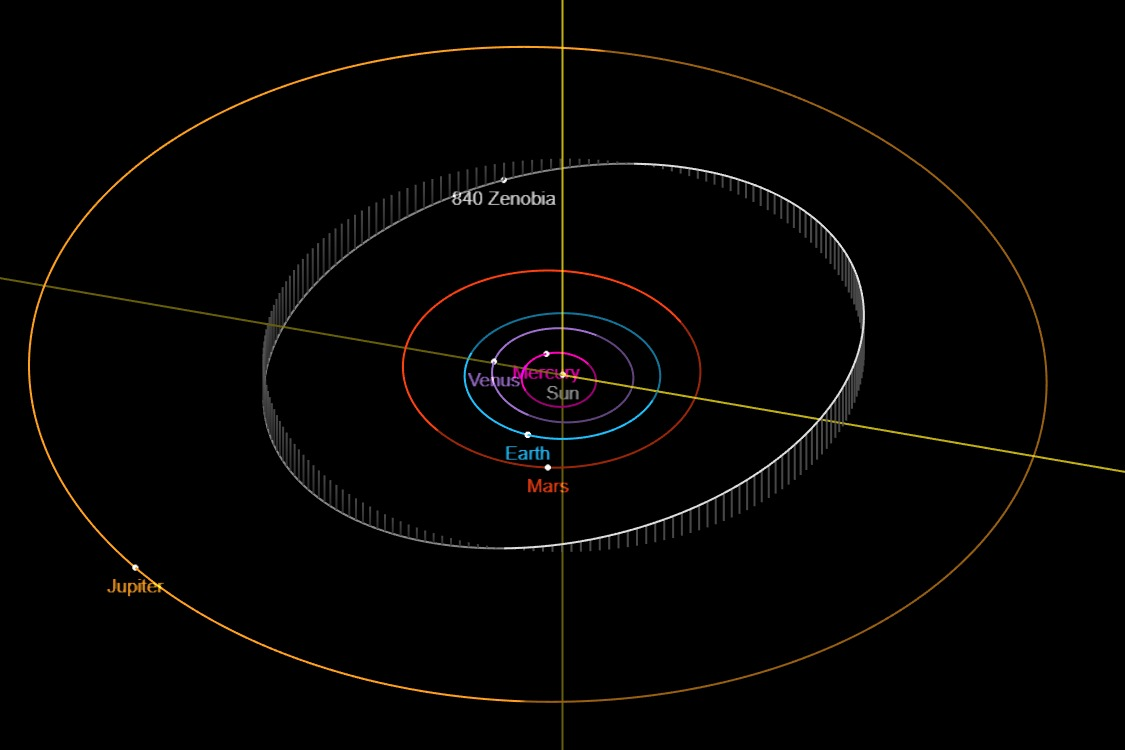
نمایی از محل قرارگیری سیارک زنوبیا ۸۴۰ در مدار - ۲۰۱۸

سیارک ۸۴۰ (به انگلیسی: 840 Zenobia، نامگذاری:1916AK) هشتصد و چهلمین سیارک کشف شده‌است که در ۲۵ سپتامبر ۱۹۱۶ و در هایدلبرگ کشف شد.
قدر مطلق سیارک برابر ۹٫۳۰ است.